# Schizopyga flavifrons
Schizopyga flavifrons là một loài tò vò trong họ Ichneumonidae.